# Tectaria poilanei
Tectaria poilanei är en ormbunkeart som beskrevs av Tard. Tectaria poilanei ingår i släktet Tectaria och familjen Tectariaceae. Inga underarter finns listade.